# Bandiera del Territorio Fiduciario delle Isole del Pacifico
La bandiera del Territorio fiduciario delle Isole del Pacifico (TTPI) consiste in un drappo blu con al centro sei stelle bianche poste a cerchio. Le stelle simboleggiavano i sei distretti che componevano il territorio: Isole Marianne Settentrionali, Isole Marshall, Yap, Chuuk, Pohnpei, e Palau. Lo sfondo blu simboleggia libertà e lealtà.
Disegnata da Gonzalo Santos, un dipendente statale di Yap, la bandiera divenne ufficiale il 19 agosto, 1965.
Prima di questa data la bandiera degli Stati Uniti d'America e bandiera delle Nazioni Unite erano usate contemporaneamente. Il suo uso cessò con la scomparsa del territorio fiduciario nel 1994.